# Woodbridge Nathan Ferris

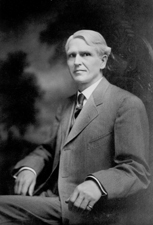

Woodbridge Nathan Ferris (ur. 6 stycznia 1853 w Spencer w stanie Nowy Jork, zm. 23 marca 1928 w Waszyngtonie) – amerykański polityk, działacz Partii Demokratycznej.
W latach 1913–1917 pełnił funkcję gubernatora stanu Michigan. Od 1923 do śmierci był senatorem 1. klasy z Michigan.
Był dwukrotnie żonaty. Miał troje dzieci. 